# Сахарисмта
Сахарисмта (груз. სახარისმაღალი) — одна из вершин Бокового хребта, расположенного на Большом Кавказе. Сахарисмта располагается на юге Ингушетии, на границе Грузии и России. Гора имеет высоту 3963 м и располагается неподалёку от вершины Чимгисмагали, имеющей высоту 4257 м. Рядом с вершиной расположен перевал Сахарисгеле.